# 威廉·格拉斯福特
威廉·亚历山大·格拉斯福特（英語：William Alexander Glassford，1886年6月6日—1958年7月30日），是美国海军中将，参加过荷蘭東印度群島戰役，曾指挥扬子江巡航的美国舰队。